# Ferdinand Rohrhirsch
Ferdinand Rohrhirsch (* 21. September 1957 in Offingen an der Donau (Bayern); † 16. März 2018 in Esslingen am Neckar) war ein zeitgenössischer Philosoph, Theologe und Führungskräftecoach, der in Esslingen am Neckar lebte.

## Werdegang
Nach dem Besuch der Grund- und Realschule absolvierte Rohrhirsch eine Ausbildung bei der Deutschen Bundesbahn im mittleren nichttechnischen Dienst am Ulmer Hauptbahnhof. Nach kurzer Berufstätigkeit absolvierte er die Fachoberschule (Fachrichtung Technik) und studierte an der Katholischen Universität Eichstätt Religionspädagogik, Theologie und Philosophie. 1986 erwarb er den Grad des Diplom-Theologen und 1988 den des M.A. Von 1988 bis 2002 war er wissenschaftlicher Mitarbeiter am Lehrstuhl für Praktische Philosophie (Ethik) und Geschichte der Philosophie von Alexius J. Bucher. Rohrhirsch wurde 1992 zum Dr. theol. promoviert und habilitierte sich 1996 (Dr. theol. habil.). 1997 erfolgte die Ernennung zum Privatdozenten für das Fachgebiet Philosophie und 2003 zum außerplanmäßigen Professor für Philosophie an der Katholischen Universität Eichstätt-Ingolstadt.
Von 2005 bis 2010 war Rohrhirsch Mitglied im erweiterten Dozenten- und Initiativkreis des Instituts für Entrepreneurship der Universität Karlsruhe unter der Leitung von Götz Werner.

## Wirkungsbereiche
- seit 1997 Lehre an der Theologischen Fakultät der Katholischen Universität Eichstätt
- seit 1999 Dozent für die Hanns-Seidel Stiftung e.V. München (Führung, Ethik, Medien)
- seit 2007 Dozent am Aufbaustudiengang „Wertorientierte Mitarbeiterführung und Organisationsentwicklung“ der Katholischen Universität Eichstätt.
- Coaching, Beratung und Begleitung von Führungsverantwortlichen
- Berater und Referent vorrangig zu Thema Führung, Führungsethik, Bildung
- Buchautor[2]

## Veröffentlichungen (Auszug)
- Evangelien vom Sonntag. Auslegungen für die Woche – Band III, Hamburg: tredition 2017
- Evangelien vom Sonntag. Auslegungen für die Woche – Band II, Hamburg: tredition 2016
- Evangelien vom Sonntag. Auslegungen für die Woche – Band I, Hamburg: tredition 2015
- Christliche Führung – Anspruch und Wirklichkeit. Führen durch Persönlichkeit und Ethik, Wiesbaden: Springer Gabler 2013
- Führen durch Persönlichkeit. Abschied von der Führungstechnik, Wiesbaden: Gabler 2002 / 2. Auflage 2011
- Philosophie, Eisenbahn und Stuttgart 21. Erklärungsversuch meiner Zuneigung zu einem gegenwärtig umstrittenen Kopfbahnhof, Heidenheim: Siedentop 2011 / 3. erweiterte Auflage November 2011
- Führung und Scheitern. Über Werte und den Wert des Scheiterns im Führungsalltag – Wie Führung glückt, Wiesbaden: Gabler 2009
- Zur Bedeutung des Menschenbildes in der Diskussion zu einem bedingungslosen Grundeinkommen. Philosophische und theologische Anmerkungen. (Impulse für eine unternehmerische Gesellschaft / Hrsg. Interfakultatives Institut für Entrepreneurship (IEP) an der Universität Karlsruhe (TH), Band: 2), Karlsruhe: Universitätsverlag 2009
- Erfolg. Ethik. Sinn. Faktoren einer nachhaltigen Mitarbeiter- und Unternehmensentwicklung, (Schriften des Interfakultativen Instituts für Entrepreneurship (IEP) an der Universität Karlsruhe TH, Band 13), Karlsruhe: Universitätsverlag 2005
- Unternimm dich selbst. Zur Bedeutung sinnorientierter Selbstführung des Unternehmers. (Studienhefte des Interfakultativen Instituts für Entrepreneurship (IEP) an der Universität Karlsruhe (TH), Heft 1), Karlsruhe: Universitätsverlag 2005
- Wissenschaftstheorie und Qumran. Die Geltungsbegründungen von Aussagen in der Biblischen Archäologie am Beispiel von Chirbet Qumran und En Feschcha (Habilitationsschrift), Fribourg und Göttingen 1996. (Universitätsverlag Fribourg & Vandenhoeck und Ruprecht)
- Letztbegründung und Transzendentalpragmatik. Eine Kritik an der Kommunikationsgemeinschaft als normbegründender Instanz bei Karl-Otto Apel (Dissertation), (Conscientia. Studien zur Bewußtseinsphilosophie; Bd. 19) Bonn: Bouvier 1993[2]

## Politisches Engagement
- In der politischen Auseinandersetzung um den in Bau befindlichen Stuttgarter Tiefbahnhof Stuttgart 21 setzte sich Rohrhirsch für einen reformierten Kopfbahnhof ein.[3]
- Die Idee des bedingungslosen Grundeinkommens kommentierte Rohrhirsch in verschiedenen Schriften wohlwollend.[4]